# الجله السفلى (أسلم)

تعديل مصدري - تعديل

الجله السفلى هي إحدى قرى عزلة أسلم الشام بمديرية أسلم التابعة لمحافظة حجة، بلغ تعداد سكانها 399 نسمة حسب تعداد اليمن لعام 2004.